# Montigny-les-Monts
Montigny-les-Monts è un comune francese di 262 abitanti situato nel dipartimento dell'Aube nella regione del Grand Est.

## Società

### Evoluzione demografica
Abitanti censiti